# لوماتسو
لوماتسو (به ایتالیایی: Lomazzo) یک کومونه در ایتالیا است که در استان کومو واقع شده‌است.

## خصوصیات
لوماتسو ۹ کیلومترمربع مساحت و ۹٫۵۶۳ نفر جمعیت دارد و ۲۹۶ متر بالاتر از سطح دریا واقع شده‌است.